# Squillace
Squillace község (comune) Olaszország Calabria régiójában, Catanzaro megyében.

## Fekvése
A Jón-tenger partján fekszik, a megye keleti részén. A Squillacei-öböl névadója. Határai: Amaroni, Borgia, Catanzaro, Girifalco, Montauro, Palermiti, Stalettì és Vallefiorita.

## Története
A települést az ókorban athéni vagy khalkiszi görög alapították Szkilétion néven. A rómaiak idején Scolacium néven volt ismert. A Nyugatrómai Birodalom bukása után előbb a gótok, majd a bizánciak szerezték meg. A települést többször is feldúlták a vidéken garázdálkodó szaracénok. A 13. században a normann Szicíliai Királyság egyik grófsága lett. Középkori épületeinek nagy része az 1783-as calabriai földrengésben elpusztult. A 19. század elején vált önálló községgé, amikor a Nápolyi Királyságban felszámolták a feudalizmust.

## Főbb látnivalói
- Castello Normanno (normann vár)
- Santa Maria Assunta-katedrális
- Püspöki palota
- Ponte del Diavolo (az Ördög hídja)
- San Pietro Apostolo-templom
- Madonna dell’Immacolata-templom
- San Matteo-templom
- San Giorgio-templom
- Madonna del Ponte-templom
- Madonna della Catena-templom
- Santa Maria della Pietà-templom
- Palazzo Pepe (városháza)
- Palazzo Palmisani
- Palazzo Baldaya
- Palazzo Maida-Chillà